# Campeonato Africano de Judo de 2006
El XVI Campeonato Africano de Judo se celebró en Puerto Louis (Mauricio) entre el 29 de mayo y el 6 de junio de 2006 bajo la organización de la Unión Africana de Judo.
En total se disputaron dieciséis pruebas diferentes, ocho masculinas y ocho femeninas.

## Resultados

### Masculino
| Evento            | Oro                       | Plata                      | Bronce                                                 |
| ----------------- | ------------------------- | -------------------------- | ------------------------------------------------------ |
| –60 kg            | Yunes Ahamdi Marruecos    | Omar Rebahi Argelia        | Atef Mustafa · Egipto · Elie Norbert · Madagascar      |
| –66 kg            | Amin El-Hadi · Egipto     | Laval Collett Mauricio     | Abdou Alassane Dji Bo Níger Mame Birame Ndiaye Senegal |
| –73 kg            | Amar Meridya Argelia      | Haizam El-Huseini · Egipto | Mohsen Senzag Marruecos Anis Djili Túnez               |
| –81 kg            | Yusef Badra Túnez         | Hatem Abdelajer · Egipto   | Baye Diawara Senegal Abderahman Benamadi Argelia       |
| –90 kg            | Hesham Mesbah · Egipto    | Mohamed El-Asri Marruecos  | Amar Benijlef Argelia Mohamed Buguera Túnez            |
| –100 kg           | Basel El-Garbawi · Egipto | Hasan Azun Argelia         | Sami Suisi Túnez Abdelhak Tabach Marruecos             |
| +100 kg           | Anis Chedli Túnez         | Islam El-Shehabi · Egipto  | Bubaker Misum Argelia Denis Oliveira Angola            |
| Categoría abierta | Mohamed El-Asri Marruecos | Bubaker Misum Argelia      | Anis Chedli Túnez Young Paul Sudáfrica                 |

### Femenino
| Evento            | Oro                    | Plata                                   | Bronce                                                          |
| ----------------- | ---------------------- | --------------------------------------- | --------------------------------------------------------------- |
| –48 kg            | Chahnez Mbarki Túnez   | Naina Marthine Randriamalala Madagascar | Elsa Honorine Oyama Enye R. D. del Congo Meriem Musa Argelia    |
| –52 kg            | Salima Suakri Argelia  | Hanan Kerumi Marruecos                  | Hortence Diédhiou Senegal Clarisse Ebrottie Nda Costa de Marfil |
| –57 kg            | Hayer Barhumi Túnez    | Séverine Nébié Burkina Faso             | Beby Mahita Madagascar Wilhelmina Strydom Sudáfrica             |
| –63 kg            | Kahina Saidi Argelia   | Haidi Hafez · Egipto                    | Keita Fanta Senegal Nesria Yelasi Túnez                         |
| –70 kg            | Rachida Uerdan Argelia | Yusra Zribi Túnez                       | Gisèle Mendy · Senegal · Mira Nabil Nasif · Egipto              |
| –78 kg            | Huda Miled Túnez       | Nada Ashraf Gabala · Egipto             | Kahina Hadid Argelia Amal Meluk Marruecos                       |
| +78 kg            | Samah Ramadan · Egipto | Salima Baazizi Marruecos                | Sabrina Aselah Argelia Hana Maregni Túnez                       |
| Categoría abierta | Samah Ramadan · Egipto | Christina Herbu Mauricio                | Yusra Zribi Túnez Sabrina Aselah Argelia                        |

## Medallero
| Núm. | País            | Oro | Plata | Bronce | Total |
| ---- | --------------- | --- | ----- | ------ | ----- |
| 1    | Egipto          | 5   | 5     | 2      | 12    |
| 2    | Túnez           | 5   | 1     | 7      | 13    |
| 3    | Argelia         | 4   | 3     | 7      | 14    |
| 4    | Marruecos       | 2   | 3     | 3      | 8     |
| 5    | Mauricio        | 0   | 2     | 0      | 2     |
| 6    | Madagascar      | 0   | 1     | 2      | 3     |
| 7    | Burkina Faso    | 0   | 1     | 0      | 1     |
| 8    | Senegal         | 0   | 0     | 5      | 5     |
| 9    | Sudáfrica       | 0   | 0     | 2      | 2     |
| 10   | Angola          | 0   | 0     | 1      | 1     |
| 10   | Costa de Marfil | 0   | 0     | 1      | 1     |
| 10   | Níger           | 0   | 0     | 1      | 1     |
| 10   | R. D. del Congo | 0   | 0     | 1      | 1     |
|      | TOTAL           | 16  | 16    | 32     | 64    |